# Sicherheitsdilemma
Das Sicherheitsdilemma bezeichnet eine paradoxe Situation, in der das Beharren mehrerer Staaten auf ihren sicherheitspolitischen Interessen und ihr dementsprechendes Handeln letztendlich zu einer verstärkten politischen Instabilität führt. Unter Umständen mündet dieses Verhalten in Kriege, sodass das Ergebnis der Situation der Absicht aller beteiligten Akteure, mehr Sicherheit herzustellen, widerspricht. Das Dilemma der Beteiligten besteht demgegenüber darin, dass bei mangelnder Vermittlung dieses Ergebnis nur dadurch vermieden werden kann, indem einer der beteiligten Staaten nachgibt, obwohl für diese Verhaltensweise keine zwingenden Erfolgsaussichten bestehen.
Der US-amerikanische Politikwissenschaftler John H. Herz konzipierte den Begriff des Sicherheitsdilemmas, während das dem Konzept zugrundeliegende Problem sich bereits in den Schriften Immanuel Kants andeutet. Bei der Erforschung des Phänomens greifen die Internationalen Beziehungen mitunter auf spieltheoretische Erkenntnisse zurück, die sich vor allem auf das Gefangenendilemma beziehen.
Eine prominente Ausprägung des Sicherheitsdilemmas ist das Wettrüsten.

## Theorieentwicklung
Die Theorie des politischen Realismus beschreibt die Anarchie der Staatenwelt, die auf formaler Herrschaftslosigkeit und Fehlen einer übergeordneten Ordnungsmacht und formaler Hierarchie mit Monopol eines Weltstaates auf Gewaltanwendung im internationalen System gründet. Die Staaten befinden sich somit in einem Selbsthilfe-System, in dem nationale Schutzbedürfnisse entweder einzeln, in Form von Bündnissen oder Allianzen gegenüber anderen Staaten vertreten werden. Dies führt unabhängig von der eigentlichen Intention, den eigenen Status zu erhalten, unweigerlich zu einem Bedrohungsempfinden der jeweiligen Gegenseite und somit zu zunehmender wechselseitiger militärischer Aufrüstung.
Herz griff diese Theorie auf, nutzte aber nicht die klassische Begründung des politischen Realismus – das Machtstreben, das jedem Menschen von Natur aus innewohnt –, sondern begründete die Anarchie der Staatenwelt mit dem Wettbewerb sozialer Systeme. Die Natur des Menschen spielte in seinen Ausführungen keine Rolle. Kenneth Waltz, Mitbegründer des Neorealismus, führte Herz’ Idee des Sicherheitsdilemmas fort und erweiterte sie um eine Nationale Ebene. Nach Waltz existiert das Sicherheitsdilemma auch in der Ökonomie und in Nationalstaaten, kann dort jedoch durch die übergeordnete Ordnungsmacht und das Gewaltmonopol des Staates kontrolliert werden.

## Lösungsansätze
Immanuel Kant, der als einer der Väter der Liberalen Theorie gilt, schlug als Problemlösung einen föderalen Friedensbund vor, der jedoch nur zwischen Republiken funktioniere, Rechtschaffenheit bei Friedensschlüssen, Abrüstung und internationales Besuchsrecht. Weiter legte er mit seinen Schriften den Grundstein für den Demokratischen Frieden, nach dem mit einer zunehmenden Demokratisierung der Weltgesellschaft das Dilemma ebenfalls überwunden werden kann.
Vertretern des Realismus und Neorealismus gilt das Sicherheitsdilemma grundsätzlich als unlösbar, da bis heute die übergeordnete Sanktionsinstanz im internationalen System fehlt. Die Regimetheorie erkennt die Existenz des Dilemmas grundsätzlich an und postuliert, dass es durch eine wachsende Verregelung des internationalen Systems und durch zunehmende Zusammenarbeit der Akteure überwunden werden kann.
Eine mögliche Lösung des Sicherheitsdilemmas stellt die nukleare Abschreckung dar. Der Hauptgrund für das mit dem Sicherheitsdilemma beschriebene Wettrüsten ist die von beiden Seiten wahrgenommene Vulnerabilität gegenüber einem gegnerischen Angriff. Besitzt ein Staat aber eine gesicherte Zweitschlagfähigkeit, mit der er glaubhaft abschrecken kann, müsse dieser Staat sich nicht mehr vor einem gegnerischen Angriff fürchten. Damit falle die Hauptmotivation zum Ausbau der eigenen konventionellen militärischen Fähigkeiten weg. Dieser gesunkenen Wahrscheinlichkeit eines konventionellen Wettrüstens steht allerdings die Möglichkeit des Eintretens eines nuklearen Wettrüstens gegenüber; hier würde das Sicherheitsdilemma erneut auftreten.

## Beispiele
Wichtigstes Beispiel aus der jüngeren Vergangenheit sind die militärischen Bündnisstrukturen während des Kalten Krieges, die NATO und der Warschauer Pakt. Die politische Sicherheit der jeweiligen Bündnisse und seiner Mitglieder wurde, im Rahmen des Rüstungswettlaufs, über die militärische Stärke gesichert. Obwohl die Rüstung vornehmlich der Verteidigung dienen sollte, wurde sie vom politischen Gegner als Bedrohung wahrgenommen, der wiederum gleichzog, also mitaufrüstete. Das ursprüngliche Ziel der Steigerung der Sicherheit führte zu einem verstärkten Gefühl der Unsicherheit, da die subjektive Bedrohung durch eine höhere Anzahl von Waffen verstärkt wurde.